# Elior Group
Elior Group S. A. es una multinacional francesa de restauración comercial y de servicios de alimentación para empresas. Tiene importantes clientes en Reino Unido, como el Ministerio de Defensa o HMNB Portsmouth.

## Historia
La compañía fue fundada en 1991 con el nombre de Bercy Management por Francis Markus y Robert Zolade, que habían trabajado previamente para Jacques Borel International, un grupo francés de empresas de catering. En 1992 compró una participación minoritaria en Reino Unido de la empresa de catering High Table, que tenía entre otros el contrato de catering para la Bolsa de Londres; en 1996 compró la compañía en su totalidad. En 1994 compró un 85% de participación en el grupo francés de catering Générale de Restauration, que en 1996 fue la tercera compañía de Europa por ventas en servicios de catering.
En 1998 Bercy Management se convirtió en Groupe Elior, con dos divisiones principales - Avenance (contratos de catering) y Eliance (concesiones de catering). En 1998, High Table fue la sexta compañía de Reino Unido en catering. En abril de 1999 Elior compró a Brian Smith, un contrato de servicio de catering en la ciudad de Leicester, que tenía el contrato para el reino unido del Tribunal de Servicio. En julio de 1999 la empresa se acercó a crear 17 de la autopista las áreas de servicio en el reino unido con el nombre de Extra.
Desde marzo de 2000 cotiza en el índice Euronext de París. En diciembre de 2000 Eliance reino unido abrió su primera concesiones de servicio de autopista sitio en el reino unido sobre la autopista A14 en dirección al norte de Cambridge, bajo la marca Extra. Un sitio en la A1(M) en Peterborough, inaugurado en enero de 2001, y uno en la A1(M) en Baldock, inaugurado en febrero de 2001.
En 2010, el Grupo Elior fue el cuarto mayor contrato de servicio de catering.
La compañía era conocida como Elior Participations SCA. En 2014-15 se genera €5.67 millones de ingresos; el 50% de sus ingresos proviene de Francia. Ha sido miembro del pacto Mundial de Naciones Unidas desde 2004. Desde 2004 Elior reino unido ha tenido una ceremonia anual de premios para el personal.

## Estructura
Tiene su sede en el distrito 12 de París (quinze-vingts), en el sureste del centro de la ciudad. El Jefe del Ejecutivo desde abril de 2015 se llama Philippe Salle. Emplea a alrededor de 108.000 personas, atendiendo a más de 4 millones de personas cada día de trabajo. Su sede se encuentra cerca de la Bercy (París Métro) y Gare de Bercy, y al lado de la Cinémathèque Française.
Su lema corporativo es Tiempo de saborear. Opera en Francia, Estados Unidos, Reino Unido, España, Portugal e Italia.

### Presencia en Reino Unido
Elior reino unido tiene su sede en Macclesfield, después de haber sido formado a partir de Avenance reino unido en 2005. Se ha ejecutado el servicio de catering en muchos conocidos de reino unido sitios como el Museo de la Ciencia de Londres, el Museo de Historia Natural de Londres y la Royal Shakespeare Theatre en Warwickshire (antes bajo su Eliance de la marca). El jefe Ejecutivo de Elior reino unido es Catherine Roe. En 2010 Elior reino unido estaba sirviendo a más de 250.000 comidas al día en más de 1.000 lugares. El Eliance de la marca, fue a finales de 2011. La empresa ofrece el servicio de catering para algunas universidades del reino unido.
En el reino unido, Elior reino unido es el quinto más grande del contrato de servicio de catering.

### Divisiones
- Contrato de catering
- Servicios
- Concesión de catering

## Productos
Que los suministros de la casa de catering para comerciales y de gobierno de los establecimientos de propiedad de todo el mundo. También posee muchas estaciones de servicio de autopista en Francia.
Posee siete restaurantes en el Louvre, y el Jules Verne (restaurante) en la Torre Eiffel. En Francia es el segundo mayor proveedor de comidas en la escuela, donde los subsidios estatales son el doble que los del reino unido. En el reino unido, Elior se ejecuta el servicio de catering para los muchos conocidos escuelas privadas.